# Игловидная фарловелла
Игловидная фарловелла (лат. Farlowella acus) — вид лучепёрых рыб из семейства кольчужных сомов, обитающий в Мексике и Венесуэле.

## Описание
Общая длина достигает 16 см. Голова сжата с боков. Рыло заканчивается длинным, уплощенными сверху, тонким, немного изогнутым вверх выростом с тупым концом. У самцов в период размножения на нём появляются щетинки. Глаза небольшие, рот маленький. Туловище вытянутое, в поперечном разрезе почти круглое. Самцы стройнее, самки — глаже. Верхняя и нижняя часть туловища покрыты костными пластинками, которые перекрываются как плитка. Хвостовой стебель очень длинный, тонкий и уплощённый в верхней и нижней части. Спинной и анальный плавники расположены друг напротив друга. Грудные плавники небольшие, достаточно широкие. Брюшные плавники крошечные. Хвостовой плавник напоминает раздвоенный кнут. Верхние и нижние лучи хвостового плавника нитеподобные и вытянутые.
Окраска изменчива: от коричнево-зелёного до желтовато-коричневого цвета. Туловище покрыто тёмными пятнышками, цвет брюха колеблется от белого до желтоватого. От морды до хвостового плавника по бокам проходят нечёткие тёмные, иногда прерывистые продольные полосы. Они исчезают и появляются в зависимости от состояния и настроения рыбы. Плавники прозрачные, лучи с черноватыми черточками. Самки бледнее самцов.

## Образ жизни
Предпочитает чистую, прозрачную воду, богатую кислородом. Встречается в реках с сильным течением и песчаным грунтом. Держится нижних слоёв воды. Часто «висит» на листьях или корягах. Днём прячется среди растений или в укрытиях, между которыми словно «переползает» с помощью грудных плавников. В то же время иногда выпрыгивает из воды. Активна в сумерках и ночью. Питается мелкими водными организмами, водорослями.
Продолжительность жизни составляет 6 лет.

## Размножение
Половая зрелость наступает в 1,5 года. Нерест происходит в ноябре и марте, самка откладывает 60-80 икринок. Самец заботится о кладке и мальках.

## Распространение
Обитает в бассейне реки Торито и озере Валенсия.